# Dahlica leoi
Dahlica leoi is een vlinder uit de familie zakjesdragers (Psychidae). De wetenschappelijke naam van deze soort is voor het eerst geldig gepubliceerd in 1970 door Dierl.
De soort komt voor in Europa.